# Хирцешть
Хирцешть, Хирцешті (рум. Hârțești) — село у повіті Нямц в Румунії. Входить до складу комуни Мерджинень.
Село розташоване на відстані 274 км на північ від Бухареста, 24 км на схід від П'ятра-Нямца, 75 км на південний захід від Ясс.

## Населення
За даними перепису населення 2002 року у селі проживали 222 особи, усі — румуни. Рідною мовою 221 особа (99,5%) назвала румунську.